# Lienigia lienigiella
Lienigia lienigiella är en fjärilsart som beskrevs av Philipp Christoph Zeller 1846. Lienigia lienigiella ingår i släktet Lienigia och familjen brokmalar, Momphidae. Inga underarter finns listade i Catalogue of Life.